# Alexandru Bidirel
Alexandru Bidirel (n. 5 decembrie 1918, Ciprian Porumbescu, Suceava - d. 12 iulie 1985, Suceava) a fost un rapsod popular instrumentist din Bucovina, virtuoz al viorii (după o altă sursă, s-ar fi născut la Capu Codrului)
A fost apreciat de către muzicienii și cercetătorii fenomenului muzical din arealul românesc, drept etalon al conduitei stilistice și artistice în ce privește interpretarea la vioară, a muzicii tradiționale bucovinene.

## Formarea
A provenit dintr-o familie de lăutari din sudul Bucovinei cu vechi tradiții muzicale, printre membrii acesteia numărându-se Ionică Bidirel-Nagâț și Vasile Bidirel (și ei mari nume ale artei muzicale interpretative), fiind conform declarațiilor sale, nepot al lăutarului Grigore Vindereu din Suceava.
A locuit la Suceava. Fiul său, Dragoș Bidirel, a devenit un reputat pianist

## Cariera
Lăutar profesionist, și-a lăsat amprenta asupra tezaurului folcloric bucovinean prin modalitățile sale de exprimare, perfect pliate pe zona sa folclorică în baza unei tehnici violonistice, susținute de o viziune individuală de mare valoare. Bidirel, zis și „ultimul lăutar al Bucovinei”, s-a impus astfel în domeniul tradițiilor violonistice populare, dezvoltând o manieră de interpretare inedită, apropiată de interpretarea cultă, fără însă a denatura creația populară. Performanțele sale individuale s-au dovedit importante pentru întreaga cultură autohtonă, Bidirel alăturându-se celor care au contribuit atât la exportarea tezaurului folcloric autohton, peste granițe, cât și celor carea prin repertoriile lor, au mediat relația dintre muzica tradițională și cea clasică.
S-a remarcat și prin introducerea unor elemente noi de interpretare împrumutate din practica altor stiluri muzicale, precum cele de café-concert sau de muzică clasică. Anul 1974, când a întegistrat la Electrecord alături de orchestra Ansamblului de Cântece și Dansuri „Ciprian Porumbescu” din Suceava un LP cu 20 de melodii, poate fi considerat punctul culminant al carierei sale.
Deși i s-a propus să se mute în București, ca primă vioară la Orchestra Națională Radio, violonistul a refuzat, pentru că nu ar fi fost posibil să-și aducă și familia în Capitală.

## In memoriam
Numele său a fost dat Festivalului - Concurs interjudețean de muzică populară instrumentală „Alexandru Bidirel”, desfășurat în județul Suceava. Acesta, în anul 2016 a ajuns la cea de-a 14-a ediție.

## Discografie
- 25 de piese cântate la vioară alături de către cobzarul Ilie Bolea, înregistrate de către folcloristul Constantin Brăiloiu, 1934[3]
- Ardelenească Bucovineană + Rusească Bucovineană (SP), Orchestra Bucovineană Alexandru Bidirel, Electrecord, 1937[14] (1938 după o altă sursă)[3]
- 5 piese înregistrate pentru Arhiva de Folclor a Societății Compozitorilor Români, 1938[3]
- Corăbeasca en Roumanie – Musique de villages: Moldavie – Fundu Moldovei et Bucovina, AMP X, Archives internationales de musique populaire; Musée d'ethnographie de Genève; (înregistrări de către Constantin Brăiloiu)[15]
- Înregistrări cu Orchestra de muzică populară a Radiodifuziunii, sub bacheta dirijorului Victor Predescu, 1956[6]
- Alexandru Bidirel – Un virtuose du violin (LP, album), Seria:Trésors Folkloriques Roumains, Electrecord, 1974[4][5] (1971 după o altă sursă)[16]